# La Décrue
La Décrue est un roman de fantasy écrit par Robin Hobb. Traduction française de la seconde moitié du livre original Dragon Haven publié en 2010, il est publié en français le 12 octobre 2011 aux éditions Pygmalion et constitue le quatrième tome du cycle Les Cités des Anciens.

## Résumé
Le chasseur Carson Lupskip ayant ramené Sédric Meldar et la dragonne Relpda, le Mataf se remet en route, toujours à la recherche de Kelsingra, l'antique cité des Anciens.
Alise Kincarron Finbok s'abandonne enfin au capitaine Leftrin, renonçant par la-même à sa précédente existence. Sédric, de son côté, fait de même avec Carson. En parallèle, il s'occupe dorénavant de Relpda comme s'il en était le gardien.
Le Mataf s'échoue au confluent de deux bras du fleuve puis décide de remonter le bras où l'eau est la plus claire et le paysage le plus différent de ce que tous connaissent du fleuve du désert des Pluies. Graffe, souffrant de modifications physiques induites par son dragon Kalo à un point tel qu'il ne semble plus capable d'efforts physiques importants, décide de quitter le navire à l'insu de tous. Une fois sa fuite découverte, Carson part avec Sédric à sa recherche mais peu après ils le retrouvent mort au bord du fleuve. Kalo désire alors un nouveau gardien et Carson se propose, afin de partager cette nouvelle existence aux côtés de Sédric. 
Quelques jours plus tard, Kanaï et sa dragonne Gringalette, disparus depuis la soudaine crue du fleuve, apparaissent dans le ciel et guident le reste du groupe vers la cité antique de Kelsingra qu'ils ont découverte quelques jours auparavant.